# Moonraker (roman)
Pour les articles homonymes, voir Moonraker.
Moonraker [ˈmuːnɹeɪkə]  est le troisième roman d'espionnage de l'écrivain britannique Ian Fleming mettant en scène le personnage de James Bond. Il est publié le 7 avril 1955 au Royaume-Uni. La traduction française parait en 1958 sous le titre Entourloupe dans l'azimut avant de prendre définitivement le titre Moonraker en 2002.
L'agent secret britannique James Bond est chargé d'assurer la sécurité du Moonraker, un prototype de missile balistique nucléaire en construction que le riche industriel et héros national Hugo Drax offre au Royaume-Uni. Son prédécesseur étant mort dans des circonstances suspectes, Bond doit vérifier que tout va bien dans l'usine avec l'aide de l'agent de police infiltrée Gala Brand. Le comportement de Drax et de ses hommes, tous allemands, éveille ses soupçons.
Le roman est adapté en comic strip en 1959 et en dramatique radio en 2018. Quelques éléments du roman sont repris en 1979 dans le film Moonraker, 11e opus de la série de films de James Bond d'EON Productions, avec Roger Moore dans le rôle de 007. L'intrigue générale est quant à elle à la base du film Meurs un autre jour

## Résumé
Partie 1 : Lundi
Le directeur du MI6, M, fait appel à l'agent secret James Bond pour une affaire bien délicate survenue dans son gentlemen's club, le Blades. Il soupçonne Sir Hugo Drax, riche capitaine d'industrie et héros national britannique, de tricher au bridge. Drax est un mystérieux personnage : simple soldat de la Seconde Guerre mondiale retrouvé défiguré et amnésique dans les décombres d'un QG anglais bombardé en France, il est parvenu à faire fortune en quelques années et à intégrer la haute société. Il construit gratuitement pour le Royaume-Uni « Moonraker », un nouveau missile balistique nucléaire devant protéger le pays de ses ennemis en pleine Guerre froide. Si la tricherie était rendue publique, un véritable scandale éclaterait avec de possibles répercussions politiques, industrielles et judiciaires. Le soir-même, Bond accompagne M à son club et confirme ses soupçons. Aidé par un paquet de cartes préparé et la prise d'amphétamine, Bond bat Drax à son propre jeu de manière à lui faire discrètement mais clairement comprendre qu'il est temps d'arrêter son manège.
Partie 2 : Mardi, Mercredi 
Le lendemain, Bond se voit chargé de remplacer le responsable de la sécurité affecté par les autorités britanniques à l'usine de Drax se trouvant sur la côte sud-est de l'Angleterre près de Douvres. Le major Tallon a été abattu la veille par un scientifique de la base qui s'est ensuite donné la mort. Bond doit trouver ce que Tallon avait découvert de suspect au plus vite, un test de tir du Moonraker étant prévu vendredi. Sur place, il rencontre notamment la secrétaire de Drax, Gala Brand, qui est en réalité une agent de police infiltrée de la Special Branch. Il s'aperçoit aussi qu'il est le seul britannique de la base avec Brand et Drax, tous les employés étant des allemands.
En fouillant dans les affaires de Tallon, Bond découvre que l'homme enquêtait sur quelque chose qu'il avait vu dans la mer et que Willy Krebs, l'homme de main de Drax, le surveillait. Il surprend d'ailleurs ce dernier en train de fouiller sa chambre. Bond commence à avoir un mauvais pressentiment sur Drax et ses hommes. Plus tard, Bond et Gala Brand sont victimes d'une tentative d'assassinat : un bloc de pierre se décroche des falaises blanches de Douvres alors qu'ils se trouvent à leur pied. Leur retour sain et sauf à la base provoque la stupéfaction de Drax et ses hommes.
Partie 3 : Jeudi, Vendredi
Lors d'un voyage à Londres, Gala Brand subtilise à Drax son carnet de poche et découvre que la trajectoire du test de Moonraker est dirigée vers la capitale britannique au lieu de la mer du Nord. Mais elle est surprise par Krebs et se retrouve capturée. Bond, qui se trouve également à Londres pour faire son rapport à ses supérieurs, est inquiet de ne pas voir Brand à leur rendez-vous. Pris d'un mauvais pressentiment, il se met discrètement en chasse de la voiture de Drax qui transporte Brand dans son coffre. Mais il est repéré et se retrouve capturé à son tour au terme d'une course-poursuite.
Drax révèle à Bond qu'il est en réalité un ancien officier nazi du nom de Graf Hugo von der Drache, fils d'une mère anglaise. À la tête d'une unité Werwolf, il infiltra un QG anglais pour y poser une bombe et fut accidentellement blessé dans l'explosion. Revêtu de l'uniforme britannique, il fut pris pour un soldat anglais et il feinta l'amnésie pour ne pas être découvert avant de prendre l'identité d'Hugo Drax. Il mit au point un plan pour se venger du Royaume-Uni et de ses alliés consistant à détruire Londres sous le feu atomique. Il regroupa un groupe de nazis loyaux ayant réussi à se cacher et reçut l'aide de l'Union soviétique qui lui fournit une ogive atomique à placer dans Moonraker.
Bond et Brand sont enfermés de manière à se retrouver incinérés par les gaz de combustion de Moonraker. Mais ils parviennent à s'échapper et Bond reprogramme la trajectoire du missile pour qu'il tombe en mer du Nord comme prévu. Après avoir lancé la fusée, Drax rejoint ses hommes dans un sous-marin russe venu les chercher. Mais en s'échappant, le vaisseau se retrouve en plein milieu de la zone d'impact du missile reprogrammé et tout son équipage est tué dans l'explosion atomique. Des millions de londoniens sont sauvés mais d'importants dégâts et plusieurs victimes sont à déplorer sur le littoral. De retour à Londres, Bond doit partir à l'étranger pour se faire oublier le temps que les autorités mettent au point une histoire pour couvrir les évènements. Alors qu'il pense partir avec Gala Brand, cette dernière lui révèle être sur le point de se marier et Bond se retrouve seul.

## Personnages
Le roman met en scène l'agent secret britannique James Bond du MI6 face à Hugo Drax, un riche industriel et héros national britannique. La James Bond girl est Gala Brand, une policière infiltrée comme secrétaire d'Hugo Drax. Plusieurs personnages récurrents de la série littéraire sont présents : M, le directeur du MI6, Bill, son chef d'État-major, et Miss Moneypenny, sa secrétaire. C'est aussi la première apparition de Ronnie Vallance, Assistant Commissioner de la Special Branch à Scotland Yard, et de Loelia « Lil » Ponsonby, la secrétaire des agents 00 du MI6.

### Personnages principaux
- James Bond (007) : agent secret britannique du MI6 chargé d'assurer la sécurité de l'usine du Moonraker après le meurtre de son prédécesseur.
- Hugo Drax : riche industriel et héros national britannique construisant gratuitement le Moonraker, un prototype de missile balistique nucléaire.
- Gala Brand : secrétaire d'Hugo Drax, agent infiltrée de la Special Branch.
- M : directeur du MI6, les services secrets britanniques.
- Ronnie Vallance : Assistant Commissioner de la Special Branch à Scotland Yard, supérieur de Gala Brand.
- Willy Krebs : homme de main allemand de Drax.

### Personnages secondaires
- Loelia « Lil » Ponsonby : secrétaire des agents 00 du MI6.
- Bill : chef d'État-major de M.
- Miss Moneypenny : secrétaire de M.
- Lord Basildon : président du club Blades.
- Meyer : partenaire de jeu d'Hugo Drax au Blades.
- Professeur Train : expert en missile du Ministère des Approvisionnements.
- Dr Walter : assistant allemand d'Hugo Drax.

## Lieux

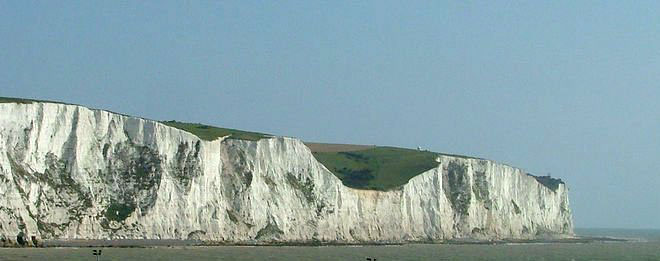
Les falaises de craie blanches à Douvres.

Toute l'action se déroule en Angleterre, entre Londres (13 chapitres) et les environs de Douvres dans le Kent (12 chapitres).
À Londres, le gentlemen's club de M et Drax, le Blades (en), se situe dans Park Street près de St. James's Street — il s'agit en réalité de l'emplacement du Pratt's (en) sur Park Place. James Bond est briefé sur sa mission au siège du MI6 donnant sur Regent's Park, puis à Scotland Yard situé au bord de la Tamise entre les rues Whitehall et Victoria Embankment, et enfin au Ministère des Approvisionnements. Le restaurant préféré de Bond se trouve à Piccadilly Circus — il s'agit probablement du Scott's (en), le restaurant préféré de Ian Fleming. Gala est enfermée dans un appartement situé à l'extrémité nord d'Ebury Street (en), près du palais de Buckingham. À la fin de la mission, Bond et Gala se revoient au St James's Park.
L'usine de Drax se situe près de du village de Kingsdown, sur la côte entre Douvres et Deal, dans le comté du Kent, au sud-est de l'Angleterre. Bond s'y rend en passant par Maidstone, Molash, Chilham, Canterbury et Douvres. Bond et Gala se promènent le long des falaises de Douvres au sud de Kingsdown lorsqu'un pan de la falaise s'effondre sur eux. Ils récupèrent à l'hôtel Granville de St Margaret-at-Cliffe,. L'accident de voiture de Bond a lieu au nord de Charing. Bond cite à plusieurs reprises le bateau-phare South Goodwin flottant dans la Manche.

## Publication et réception

### Publication
Moonraker est publié le 7 avril 1955 au Royaume-Uni par l'éditeur Jonathan Cape. La couverture de cette première édition, conçue par Ian Fleming lui-même et dessinée par Kenneth Lewis, représente de manière stylisée les flammes d'une fusée. Aux États-Unis, le roman est publié le 20 septembre 1955 par Macmillan Publishers.
En France, la traduction de Bruno Martin est publiée en 1958 chez Gallimard dans la collection Série noire sous le titre Entourloupe dans l'azimut. Elle est rééditée de multiples fois et prend en 2001 le titre original, Moonraker. Une nouvelle traduction de Pierre Pevel paraît en 2008 chez Bragelonne sous ce même titre.
- (en) Moonraker, Londres, Jonathan Cape, 1955
- Entourloupe dans l'azimut  (trad. Bruno Martin), Paris, Gallimard, coll. « Série noire » (no 432), 1957, 255 p. (BNF 33007562)
- Moonraker  (trad. Bruno Martin), Paris, Gallimard, coll. « Folio policier » (no 238), 2001, 280 p. (ISBN 2-07-042119-8, BNF 38802513)
- Moonraker  (trad. Pierre Pevel), Paris, Bragelonne, 2008, 318 p. (ISBN 978-2-35294-247-4, BNF 41423522)

## Adaptations

### Bande dessinée
Le roman est adapté en bande dessinée en 1959. L'auteur Henry Gammidge et le dessinateur John McLusky (en) créent un comic strip quotidien publié du 30 mars au 8 août 1959 dans le tabloïd britannique Daily Express. La maison d'édition Titan Books (en) réédite le comic strip au Royaume-Uni le 25 février 2005 dans l'album anthologique Casino Royale regroupant également les aventures Casino Royale et Vivre et laisser mourir.

### Cinéma
Une adaptation cinématographique très libre du roman est produite en 1979 par EON Productions. Le film Moonraker, 11e opus de la série de films de James Bond d'EON, est réalisé par Lewis Gilbert et met en scène Roger Moore pour la quatrième fois dans le rôle de 007, aux côtés de Michael Lonsdale en Hugo Drax et Lois Chiles en James Bond girl. En fait, le film n'a pas grand chose en commun avec le roman excepté son titre, le nom du méchant et celui de l'engin technologique. L'intrigue est totalement originale : le missile nucléaire devient une navette spatiale, et le plan de Drax n'est plus de détruire Londres mais d'éradiquer toute vie humaine sur Terre pour la repeupler d'une « race pure » restée à l'abri dans une station orbitale. Le film est tellement différent qu'il fait l'objet d'une novélisation par Christopher Wood la même année sous le titre James Bond 007 et le Moonraker, volontairement différent du roman pour éviter toute confusion.
L'intrigue générale du roman est reprise en 2002 dans Meurs un autre jour, 20e opus de la série de films de James Bond produite par EON Productions. Le film est réalisé par Lee Tamahori et met en scène Pierce Brosnan pour la quatrième et dernière fois dans le rôle de 007, aux côtés de Toby Stephens en méchant et Halle Berry et Rosamund Pike en James Bond girls. L'histoire est transposée aux années 2000 : un méchant change d'identité et devient un riche industriel philanthrope — Hugo Drax / Gustav Graves — qui construit une arme spatiale — Moonraker / Icare — pour venger son pays d'origine — État nazi / Corée du Nord. Il rencontre pour la première fois James Bond au club Blades où ils s'affrontent — au bridge / à l'escrime. Sa secrétaire — Gala Brand / Miranda Frost — est en réalité une agent infiltrée britannique. D'ailleurs, le personnage de Miranda Frost devait au départ s'appeler Gala Brand.

### Radio
Le roman connait une première adaptation entre 1955 et 1958 (la date exacte n'est pas connue) à la radio Sud Africaine. James Bond est incarné par Bob Holness, un présentateur radio occasionnellement acteur. Comme cette émission était diffusée en direct sans être enregistrée, elle semble perdue à tout jamais. 
Moonraker est ensuite adapté en une dramatique radio diffusée le 31 mars 2018 sur la radio britannique BBC Radio 4. C'est la septième dramatisation d'une aventure de James Bond par le duo de réalisateur et producteur Martin Jarvis et Rosalind Ayres. Le programme écrit par Archie Scottney met notamment en scène Toby Stephens — le méchant du film Meurs un autre jour — dans le rôle de James Bond et Samuel West dans celui d'Hugo Drax,.

### Jeu vidéo
Le jeu vidéo 007 Legends sorti en 2012 à l'occasion du cinquantenaire de la franchise cinématographique James Bond, s'il n'est pas une adaptation directe du roman, refait vivre au joueur des scènes de plusieurs films dont Moonraker et Meurs un autre jour, tous deux inspirés du roman. Ce jeu de tir à la première personne est développé par Eurocom et édité par Activision pour Microsoft Windows, PlayStation 3, Xbox 360 et Wii U.